# Sandanski
Sandanski (bulharsky Сандански) je město ležící v jihozápadním Bulharsku v údolí řeky Strumy na úpatí Pirinu. Je správním střediskem stejnojmenné obštiny a má přibližně 27 tisíc obyvatel.

## Historie
Sídliště v okolí horkých pramenů s teplotou 42 – 81 °C vzniklo již ve druhém tisíciletí př. n. l.. Starobylé město, stejně jako archeologické vykopávky, se rozkládá na návrší. Největšího rozkvětu dosáhlo od 4. století, od kdy zde bylo jedno z prvních biskupských sídel na bulharském území. V šestém století bylo město vyvráceno barbarskými Slovany, ovšem záhy bylo obnoveno. Od tehdy neslo název Sveti Vrač (Свети Врач) po lidových léčitelích svatém Kosmovi a Damiánovi.
Od 14. století bylo město součástí Osmanské říše. Během tohoto období význam města poklesl. Počátkem 19. století zde bylo přes 100 obydlených domů a obyvatelstvo tvořili křesťané a muslimové zhruba ve vyrovnaném poměru. O sto let později zde žilo 1 100 obyvatel s mírnou převahou Bulharů. Během první balkánské války (1912) obsadila město bulharská armáda. Ta ale byla během druhé balkánské války (1913) vytlačena armádou řeckou; v bojích bylo vypálena většina města (na 200 domů). Nicméně po této válce se město stalo součástí Bulharska.
Po připojení k Bulharsku došlo k rychlému rozvoji, a to také díky přílivu obyvatelstva v důsledku jeho výměny mezi Řeckem a Bulharskem. Statut města byl formálně udělen v roce 1929. Během převratu roce 1944 zde prosovětské síly zavraždily 61 obyvatel včetně starosty. Současný název po Jane Sandanském nese město od roku 1949.

## Obyvatelstvo
K 15. září 2024 ve městě žilo 26 923 obyvatel a bylo zde trvale hlášeno 30 072 obyvatel. Podle sčítání 1. února 2011 bylo národnostní složení následující:
- Bulhaři: 23 200 (95.8 %)
- Romové: 375 (1.5 %)
- Turci: 184 (0.8 %)
- ostatní[p 2]: 448 (1.9 %)